# Viréo de Philadelphie
Vireo philadelphicus
Espèce
Statut de conservation UICN

 LC  : Préoccupation mineure
Le Viréo de Philadelphie (Vireo philadelphicus (Cassin, 1851)) est une espèce de passereau appartenant à la famille des Vireonidae.

Carte de répartition
Aire de nidification
Voie migratoire
Aire d'hivernage